# Sting (Wrestler)
Steve Borden (* 20. März 1959 in Omaha, Nebraska), auch bekannt unter seinem Ringnamen Sting, ist ein ehemaliger US-amerikanischer Wrestler. Er ist einer der erfolgreichsten Wrestler der Geschichte und gilt als einer der bekanntesten US-amerikanischen Wrestler, der nie eine nennenswerte Karriere beim Marktführer WWE (vormals WWF) hatte. Er stand 14 Jahre bei World Championship Wrestling (WCW) unter Vertrag, von den Anfängen der Liga 1987 bis zu ihrem Verkauf an die WWF im Jahr 2001, und zählte dort zu den größten Stars. Im Anschluss trat er 11 Jahre bei Total Nonstop Action Wrestling (TNA) an. 2015 bestritt er mit 56 Jahren bei WrestleMania sein erstes Match für WWE und erklärte ein Jahr später seinen Rücktritt. 2020 gab er bei All Elite Wrestling (AEW) sein Comeback, im März 2024 bestritt er sein letztes Match. Seine Karriere umspannt fünf Jahrzehnte, dabei hielt er fünfzehnmal einen World Title. Er ist Mitglied der WWE Hall of Fame und Impact Wrestling Hall of Fame.

## Wrestling-Karriere

### Anfänge
Borden begann seine Wrestlingkarriere 1985 bei der Continental Wrestling Association als Teil einer Gruppierung, die sich Power Team USA nannte und mit einem Bodybuilding-Gimmick auftrat. Diese bestand aus Jim Hellwig (dem späteren Ultimate Warrior), Mark Miller und Garland Donoho. Nach der Auflösung der Gruppierung bildeten er und Hellwig das Tag Team The Freedom Fighters, welches nach einem Heel-Turn in Blade Runners (eine Anspielung auf den gleichnamigen Film) umbenannt wurde; Borden nahm gleichzeitig den Ringnamen Flash an. Anfang 1986 wechselten sie gemeinsam zur Universal Wrestling Federation (UWF) und führten das Tag Team dort zunächst fort. Nachdem Hellwig die UWF nur wenige Monate später verlassen hatte, machte man Borden zum Face, änderte seinen Ringnamen zu Sting und ließ ihn gemeinsam mit Rick Steiner UWF Tag Team Champion werden.

### Jim Crockett Promotions/World Championship Wrestling (1987–2001)

#### Aufstieg und Fehde gegen die Four Horsemen (1987–1991)
Nachdem Mid-Atlantic Championship Wrestling, in den 1980er Jahren die führende Promotion innerhalb der National Wrestling Alliance, 1987 die UWF aufgekauft hatte, trat Sting für diese auf und entwickelte sich schnell zu einem ihrer Stars. Bei der Erstaustragung von Clash of the Champions im März 1988 begann er ein Fehdenprogramm mit dem amtierenden NWA World Heavyweight Champion Ric Flair und schließlich dessen Gruppierung, The Four Horsemen. Seinen ersten Titel in der Liga erhielt Sting Anfang 1989, als er den NWA Television Champion Mike Rotunda besiegte. Es folgte ein Fehdenprogramm mit The Great Mutah, in dessen Verlauf der Television-Champion-Titel im Juli 1989 nach einer strittigen Entscheidung für vakant erklärt wurde. Ende des Jahres wurden die Four Horsemen mit Sting als viertem Mitglied neben Flair, Arn Anderson und Ole Anderson reformiert.
Nur wenige Monate später bei der Veranstaltung Clash of the Champions X wurde Sting wieder ausgeschlossen, da er laut Storyline einen Titelkampf gegen Ric Flair forderte. Der reale Grund für die Suspendierung war eine Knieverletzung. Nach seiner Genesung bildete Sting zusammen mit Lex Luger, den Steiner Brothers, Paul Orndorff, El Gigante und dem Junkyard Dog die Gruppierung „Dudes With Attitudes“. Bei der Veranstaltung Great American Bash 1990 erhielt er schließlich den NWA World Heavyweight Champion Titel von Flair. Sting gab den Titel am 11. Januar 1991 wieder an Flair ab.

#### Titel-Regentschaften (1991–1995)

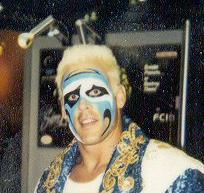
Sting mit seiner Surfer Gimmick.

Kurz darauf löste sich die WCW offiziell aus dem Dachverband National Wrestling Alliance und führte mit dem WCW World Heavyweight Championship und dem WCW World Tag Team Championship eigene Titel ein, die die entsprechenden NWA-Titel als höchste Auszeichnungen der Promotion ablösten.
Im August 1991 gewann Sting ein Turnier um die vakante WCW United States Heavyweight Championship. Den Titel musste er 86 Tage später bei Clash of the Champions XVII an Rick Rude abgeben.
In einer Ende 1991 begonnenen Fehde mit Lex Luger kam es zu Stings erster von insgesamt sechs Regentschaften als WCW World Heavyweight Champion, indem er am 29. Februar 1992 Luger bei der Veranstaltung SuperBrawl II besiegte. Im Verlauf der sich anschließenden Fehde gegen Big Van Vader verlor er den Titel an diesen. Nach Zwischenprogrammen gegen Cactus Jack und Jake „The Snake“ Roberts nahm Sting im „King of the Cable“-Turnier sein Fehdenprogramm mit Vader wieder auf. Sting erhielt den Titel am 11. März 1993 bei einer Tour in London kurzfristig zurück, um ihn bereits sechs Tage später wieder abgeben zu müssen.
Im darauffolgenden Jahr fehdete Sting weiterhin gegen Rick Rude und Vader; gegen letzteren erhielt er bei der Veranstaltung WCW Slamboree den WCW International World Champion-Titel (der zweite World Title der WCW und De-facto-Nachfolger der NWA World Heavyweight Championship). Kurz darauf machte man WCW World Heavyweight Champion Ric Flair zum Heel und ließ ihn Sting in einem Titelvereinigungsmatch bei Clash of the Champions XXVII besiegen. Den Rest des Jahres und den Großteil des Jahres 1995 trat Sting im Team mit dem neu von der WCW verpflichteten Hulk Hogan gegen die beiden jeweils von Kevin Sullivan angeführten Gruppierungen Three Faces of Fear und später Dungeon of Doom an.
Ab Oktober 1995 begann er für den Rest des Jahres ein Fehdenprogramm mit den Four Horsemen, wobei er von Hogan und „Macho Man“ Randy Savage unterstützt wurde. Anfang 1996 teamte er mit Lex Luger, der im September 1995 zur WCW zurückgekehrt war, und erhielt mit ihm den WCW World Tag Team Champions Titel von Harlem Heat. Am 24. Juni 1996 verloren sie den Titel bei WCW Monday Nitro wieder an Harlem Heat.

#### Charakterveränderung und Fehde mit der New World Order (1996–1998)

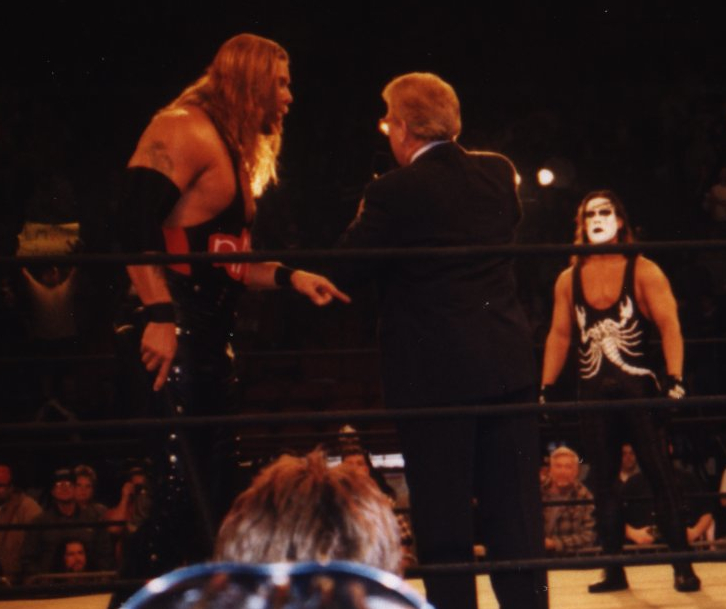
Sting steht gegenüber von Nash bei Nitro (1998)

Im Sommer 1996 begann die neue Storyline um die nWo. Mit Lex Luger und Randy Savage fehdete er gegen Kevin Nash und Scott Hall und deren geheimen Partner, der sich später als der neue Heel-Charakter Hollywood Hogan herausstellte. Die Fehde zwischen Sting und der nWo sollte eine der langlebigsten dieser Zeit werden. Stings Charakter wurde im Zuge dieser verändert. Bei verschiedenen Veranstaltungen tauchte er auf mysteriöse Weise in den Tribünen auf. Sein neues Erscheinungsbild wurde offensichtlich durch den Film The Crow inspiriert und wich somit stark von seinem alten Auftreten als Surfer mit bunter Gesichtsbemalung ab. Sting wurde als eine Art stiller Rächer präsentiert; er sprach kaum, trug einen langen schwarzen Mantel und Corpsepaint. Außerdem etablierte er zu dieser Zeit einen schwarzen Baseballschläger als sein Markenzeichen und wurde oft plötzlich von der Decke abgeseilt.
Bei der Veranstaltung Uncensored 1997 gab sich Stings neuer Charakter endgültig als Gegner der nWo zu erkennen und wurde zum Anführer der WCW gegen die nunmehr als eigene Promotion dargestellte Gruppierung. Bei Starrcade 1997 bestritt Sting, nach etwa 18 Monaten Ringpause, ein Titelmatch gegen WCW World Heavyweight Champion Hollywood Hulk Hogan. Hogan siegte vorläufig, doch nach einem Eingriff von Bret Hart wurde die Entscheidung revertiert und Sting erhielt nach einem Neustart zum dritten Mal den WCW World Heavyweight Champion Titel. Wegen des kontroversen Endes des Matches wurde ihm der Titel eine Woche später aberkannt, doch er erhielt ihn in einem Rückkampf gegen Hogan erneut. Bei Spring Stampede im April 1998 musste er den Titel wieder an das nWo-Mitglied Randy Savage abgeben.

#### The Wolfpac und letzte Fehden (1998–2001)
Da die nunmehr über zwei Jahre andauernde nWo-Storyline langsam ausgereizt war, teilte man die Gruppierung in zwei Lager auf: Die nWo Hollywood unter Führung von Hogan blieb eine Heel-Gruppierung, welcher das nWo Wolfpac mit ihrem Anführer Kevin Nash gegenüberstand. Sting kam zwei Monate später zum Wolfpac und übernahm deren rot-schwarze Farben in seiner Gesichtsbemalung und seiner Kleidung. Zusammen mit Nash erhielt er im Juni den vakanten Tag Team Titel, den er zuvor mit The Giant gehalten hatte. Nach der Wiedervereinigung der nWo im Januar 1999 als Heel-Gruppierung verließ er diese. Er verteidigte den World Heavyweight Titel beim Halloween Havoc gegen Hogan, musste ihn jedoch am selben Abend an Bill Goldberg abgeben. 2000 begann er eine Fehde mit dem Neuling Vampiro, die dessen Popularität stark erhöhte. Nachdem er von Scott Steiner verletzt worden war, verließ er die WCW. Nach dem Aufkauf der Promotion durch den Konkurrenten World Wrestling Entertainment kehrte er für die finale Ausgabe der TV-Show WCW Monday Nitro zurück und besiegte seinen langjährigen Rivalen Ric Flair im letzten WCW-Match überhaupt.
Im Gegensatz zu anderen Wrestlern wie Booker T, Bill Goldberg, Ric Flair oder Scott Steiner war Sting einer der einzigen hochkarätigen WCW-Wrestler, die nach dem Aufkauf der WCW trotz der Bemühungen Vincent K. McMahons nicht für die ehemalige Konkurrenzliga WWE antraten.

### World Wrestling All-Stars (2002–2003)
Sting kehrte Ende 2002 ins Wrestling-Geschäft zurück und tourte mit der australischstämmigen Promotion World Wrestling All-Stars (WWA), die vergeblich die Nachfolge der WCW als zweitstärkste Promotion auf dem nordamerikanischen Markt antreten wollte. Sein erstes Match war ein Tag Team–Match mit Lex Luger gegen Buff Bagwell und Malice (Jerry Tuite). Am 23. Dezember 2002 erhielt er in Zürich den WWA World Heavyweight Champion-Titel. Er verlor ihn schließlich bei der letzten Veranstaltung von WWA am 25. Mai 2003 in Neuseeland an den NWA World Heavyweight Champion Jeff Jarrett. Damit wurden die beiden Titel vereinigt.

### Total Nonstop Action Wrestling (2003–2014)

#### Vereinzelte Auftritte und Fehde gegen Jeff Jarrett (2003–2006)

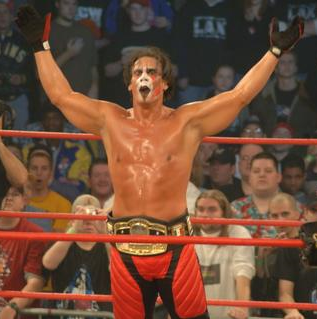
NWA World Heavyweight Champion Sting nach seinem Titelsieg bei Bound For Glory (2006).

Sting absolvierte seine ersten Auftritte für Total Nonstop Action Wrestling (TNA) im Jahre 2003. Nach einem Tag Team Match mit Jarrett gegen AJ Styles und Sean Waltman im Juni führte er hauptsächlich Interviews mit TNA-Kommentator Mike Tenay. Erst im November bestritt er sein zweites Match, in dem er NWA World Heavyweight Champion Jeff Jarrett per Disqualifikation besiegte. In der darauffolgenden Woche besiegte er mit AJ Styles Jarrett und Lex Luger. Am 17. Dezember bestritt er sein vorerst letztes Match.
2004 erschien unter dem Titel Sting: Moment of Truth ein biographischer Spielfilm über Steve Borden, in dem er sich selbst verkörpert. In Deutschland wurde der Film nie veröffentlicht.
Nach weiteren kurzen Auftritten in den beiden darauffolgenden Jahren stand Sting seit Januar 2006 fest in Diensten von TNA. Nachdem seine Auftritte zuvor stets bei den zunächst wöchentlichen, dann monatlichen PPVs stattgefunden hatten, kehrte er bei der Ausgabe von TNA iMPACT! am 28. Januar erstmals seit fünf Jahren ins nationale Fernsehen zurück. Er kündigte dabei an, sich mit seinen Auftritten für die Promotion von den Fans verabschieden zu wollen, da er zuvor nie die Chance dazu gehabt habe. Sein Match bei der Veranstaltung Final Resolution 2006, bei dem er zusammen mit Christian Cage Jeff Jarrett und Monty Brown besiegte und von den Fans frenetisch gefeiert wurde, sei seine endgültige Verabschiedung gewesen.
Kurz darauf jedoch kehrte Sting jedoch zurück und fehdete gegen die Gruppierung „Planet Jarrett“. Anschließend wurde er in das Geschehen um den NWA World Heavyweight Championship einbezogen. Nach einer zweimonatigen Auszeit kehrte Sting bei der Veranstaltung Bound for Glory 2006 mit einem neuen Outfit zurück, das eine Verbindung seiner drei Gimmicks (Surfer, Crow, Wolfpac) darstellte, und gewann nach über 16 Jahren zum zweiten Mal den NWA World Heavyweight Champion-Titel gegen Jarrett. Nach einem Monat musste er bei Genesis 2006 den Titel an Abyss abgeben.

#### TNA World Heavyweight Champion und The Main Event Mafia (2007–2009)

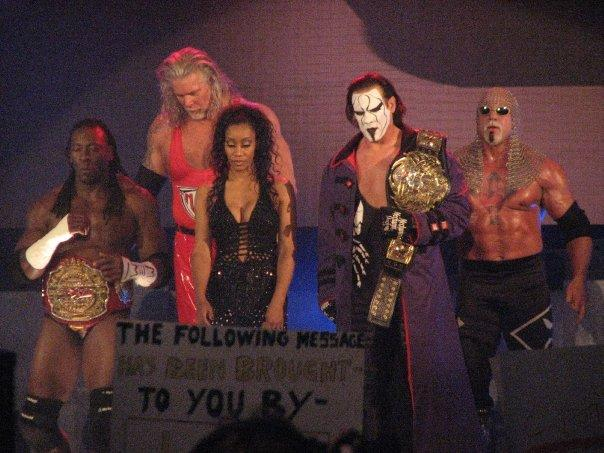
TNA World Heavyweight Champion Sting als Mitglied der Main Event Mafia.

Im September 2008 schrieb man ihn in ein Fehdenprogramm gegen die jüngere Generation von Wrestlern, welche vor allem von AJ Styles und Samoa Joe vertreten wurde. Daraufhin gründete Sting am 23. Oktober 2008 zusammen mit Kurt Angle, Booker T, Kevin Nash und Scott Steiner das Stable The Main Event Mafia (kurz MEM). Bei der Großveranstaltung Bound for Glory 2008 besiegte Sting Samoa Joe um den TNA Heavyweight Champion-Titel. Im April 2009 verlor er seinen Titel beim PPV Lockdown 2009 bei einem Stahlkäfig-Match gegen Mick Foley. Anschließend wurde er Anführer der MEM, jedoch turnte das Stable gegen ihn.

#### Fehde gegen Immortal und letzte Auftritte (2011–2014)

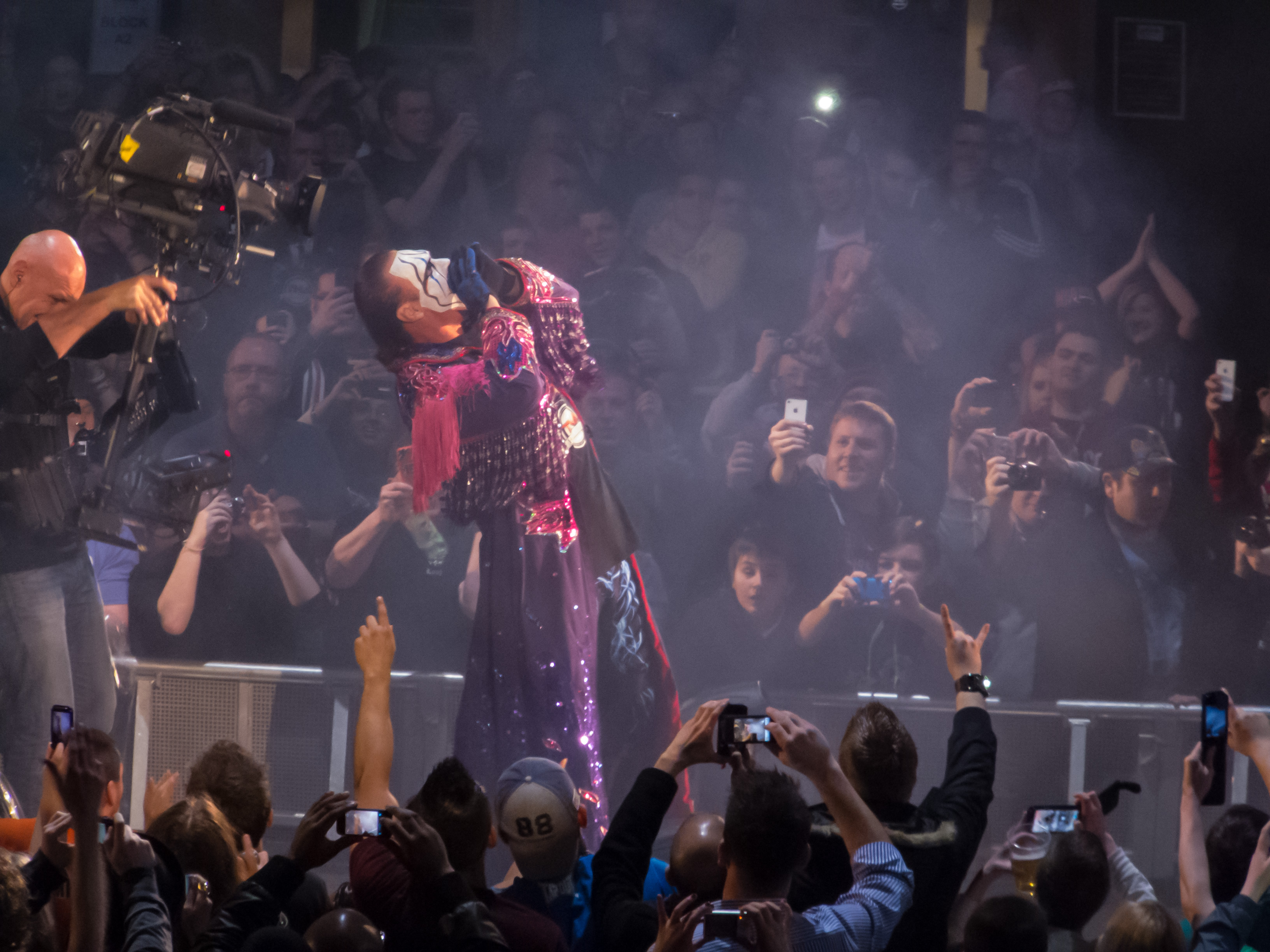
Sting bei Impact Wrestling (2013)

Nach mehreren Pausen kehrte Sting Februar 2011 in das Programm von Total Nonstop Action Wrestling zurück und gewann am 24. Februar im Rekord-Alter von 51 Jahren zum dritten Mal den TNA World Heavyweight Champion-Titel nach einem Sieg über Jeff Hardy. Bei Slammiversary IX am 12. Juni 2011 verlor er ihn an Mr. Anderson, konnte ihn jedoch bei den Aufzeichnungen zu Impact Wrestling am 11. Juli 2011 von selbigen zurückgewinnen. Am 7. August 2011 verlor er den Titel bei Hardcore Justice an Kurt Angle. Bei Bound for Glory am 16. Oktober 2011 beendete er eine seit Januar 2010 dauernde Fehde mit Hulk Hogan siegreich, wodurch TNA-Präsidentin Dixie Carter ihre Macht an TNA zurückbekam. Anschließend fungierte Sting bis März 2012 als eine Art General Manager.
Bei Slammiversary X am 10. Juni 2012 wurde Sting als erstes Mitglied der TNA Hall of Fame bekannt gegeben. Die offizielle Aufnahme fand am 13. Oktober 2012 statt.

### World Wrestling Entertainment (2014–2020)

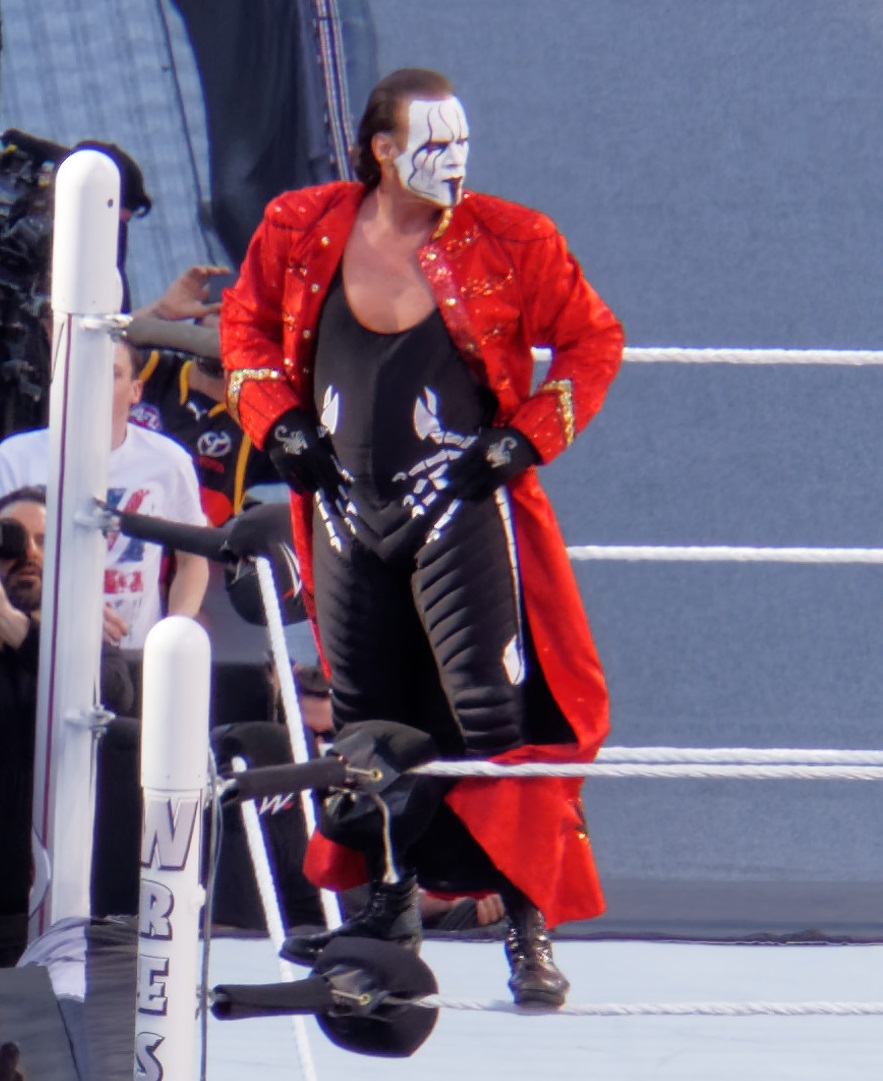
Sting vor seinem Match bei Wrestlemania 31

Im April 2014 unterschrieb Sting seinen ersten Vertrag beim Marktführer WWE und ist somit der letzte der großen WCW-Superstars, der zur WWF/WWE wechselte. Am 14. Juli wurde bei Monday Night RAW das neue Videospiel WWE 2K15 mit ihm als Vorverkaufs-Bonus-Charakter vorgestellt und zudem ist seither auch Sting-Merchandise im WWE-Shop erhältlich.
Bei der Survivor Series gab Sting am 23. November 2014 sein In-Ring-Debüt für die WWE, als er zugunsten von Team Cena in deren Match gegen Team Authority eingriff. Daraus resultierte ein Fehdenprogramm mit Triple H, durch das Sting sein erstes Wrestlemania-Match bestritt, welches er verlor. In das Match waren sowohl die nWo, als auch D-Generation X beteiligt, die beiden großen Stables von WCW und WWF aus der Zeit der Monday Night Wars.
Bei der RAW-Ausgabe am 24. August 2015 attackierte Sting den amtierenden WWE World Heavyweight Champion Seth Rollins, woraus ein Match bei Night of Champions 2015 resultierte, welches er verlor.
Am 2. April 2016 wurde Sting in die WWE Hall of Fame eingeführt. Während seiner Rede gab er seinen Rücktritt vom aktiven Wrestling bekannt.
Am 25. Februar 2019, bei der Raw-Ausgabe zum 70. Geburtstag von Ric Flair, trat Sting zum ersten Mal seit 2016 im WWE-Fernsehen auf. Im Mai 2020 wurde berichtet, dass Sting nicht mehr unter Vertrag stand. Im Oktober 2020 stellte die WWE den Verkauf seiner Merchandise ein und entfernte seine Seite aus dem WWE-Shop.

### All Elite Wrestling (2020–2024)
Am 2. Dezember 2020 in der Dynamite-Sonderausgabe Winter Is Coming debütierte Sting überraschend bei All Elite Wrestling, als er nach dem Match von Cody Rhodes und Darby Allin gegen Powerhouse Hobbs und Ricky Starks eine Auseinandersetzung der beiden Teams und deren Ringbegleitungen unterbrach und wortlos Blicke mit Cody Rhodes, Dustin Rhodes, Arn Anderson und Darby Allin austauschte. Damit kehrte er 19 Jahre nach der letzten WCW Nitro-Ausgabe wieder in eine Wrestlingshow auf den ehemaligen Nitro-Sender TNT zurück. Anschließend verkündete AEW den Abschluss eines mehrjährigen Vollzeitvertrags mit Sting. Er fungierte in der Folge als eine Art Mentor für Darby Allin und war regelmäßig bei dessen Matches am Ring anwesend.
Beim Pay-per-View AEW Revolution vom 7. März 2021 bestritt Sting zusammen mit Darby Allin siegreich einen Street Fight gegen Ricky Starks und Brian Cage. Mit diesem filmisch inszeniertem Match kehrte er nach über fünf Jahren aktiv in den Ring zurück, nachdem er zuvor bei einer Dynamite-Ausgabe eine Powerbomb von Brian Cage eingesteckt hatte.
Sein erstes Live-Match nach seinem zeitweiligen Rücktritt bestritt Sting im Alter von 62 Jahren beim Pay-per-View Double or Nothing am 30. Mai 2021; er und Darby Allin gewannen ein Tag-Team-Match gegen Ethan Page und Scorpio Sky. Gemeinsam mit Darby Allin trat er daraufhin in den kommenden drei Jahren regelmäßig in den Shows von AEW auf. Im Herbst 2023 kündigte Sting das Ende seiner aktiven Karriere für das kommende Jahr an. Die folgenden Monate wurden zu einer Abschiedstour für ihn, begleitet wurde er dabei zeitweise von Ric Flair, der zu diesem Zweck zu der Promotion stieß.
Am 3. März 2024 bestritt Sting im Rahmen des Pay-per-views AEW Revolution sein letztes Match. Gemeinsam mit Darby Allin besiegte er die Young Bucks (Nicholas und Matthew Jackson) und blieb damit in seiner gesamten AEW-Karriere ungeschlagen und trat als amtierender AEW-Tag-Team-Champion ab. Neben Flair waren unter anderem auch Ricky Steamboat, Lex Luger und Diamond Dallas Page anwesend.

## Außerhalb des Wrestlings
Borden erschien 1989 im Musikvideo zum Song Fire in the Hole von Lääz Rockit. Er gab sein Schauspieldebüt in Super Force. Im Jahr 1998 spielte Borden in einem Pay-per-View-Film mit dem Titel The Real Reason mit. Er trat auch mit Hulk Hogan in drei Folgen der Action-Adventure-Serie Thunder in Paradise als Adam „Hammerhead“ McCall auf. In der Folge „Unsafe Speed“ von Walker, Texas Ranger war Borden als der Biker und Drogendealer Grangus zu sehen. Er trat auch in Ready to Rumble im Jahr 2000 als Sting auf. Ferner hatte er einen Auftritt im Film The Encounter (2000) und war als Hauptdarsteller im Fernsehfilm Shutterspeed (2000) zu sehen. In einer Episode von Upright Citizens Brigade trat er als Sting auf. Borden spielte einen Outlaw-Biker in dem Film Revelation Road (2013).
Sein Buch Moment Of Truth erschien am 1. Dezember 2004. Im Oktober 2015 veröffentlichte die WWE eine DVD mit dem Titel Sting: Into the Light. Die Dokumentation zeigt Borden hinter den Kulissen, wie er sich darauf vorbereitet, sein erstes WWE-Match bei WrestleMania 31 zu bestreiten.

## Privatleben
Borden heiratete 1986 seine langjährige Freundin Sue. Die Ehe, aus der die Söhne Garrett (* 1991) und Steven (* 1992) sowie Tochter Gracie (* 2000) hervorgingen, wurde 2010 geschieden. Seit 2015 ist er in zweiter Ehe verheiratet.
Seine Söhne entwickelten früh eine Begeisterung für Football und wurden gezielt von ihm gefördert. Garret spielte für die Azusa Pacific University, Steven gehörte in den Jahren 2013 und 2014 der Mannschaft der University of Kentucky an.
Seit August 1998 ist Borden wiedergeborener Christ. Anlass für diesen Schritt waren für ihn der Verlust an Lebensqualität und die negative persönliche Entwicklung in den Jahren zuvor: Die körperliche Beanspruchung durch tägliches Training und regelmäßige Matches, mehrere Verletzungen und die Trennung von seiner Familie aufgrund des umfangreichen Terminplans mündeten in Depressionen sowie die Abhängigkeit von Schmerzmitteln, Muskelrelaxanzien und Alkohol.

## Titel und Auszeichnungen
- All Elite Wrestling

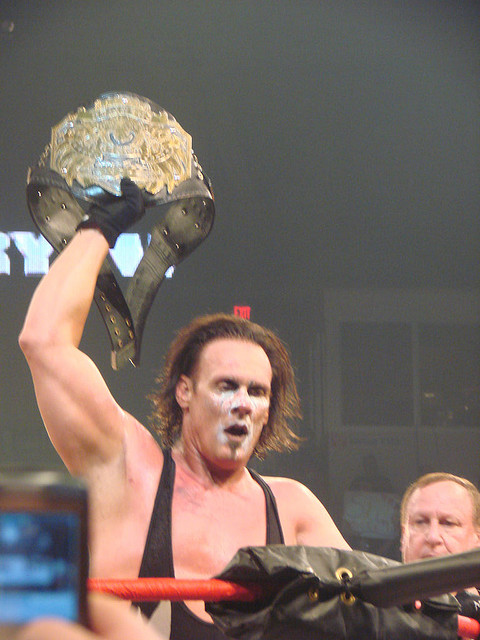
TNA World Heavyweight Champion Sting nach seinem Titelsieg bei Bound for Glory IV

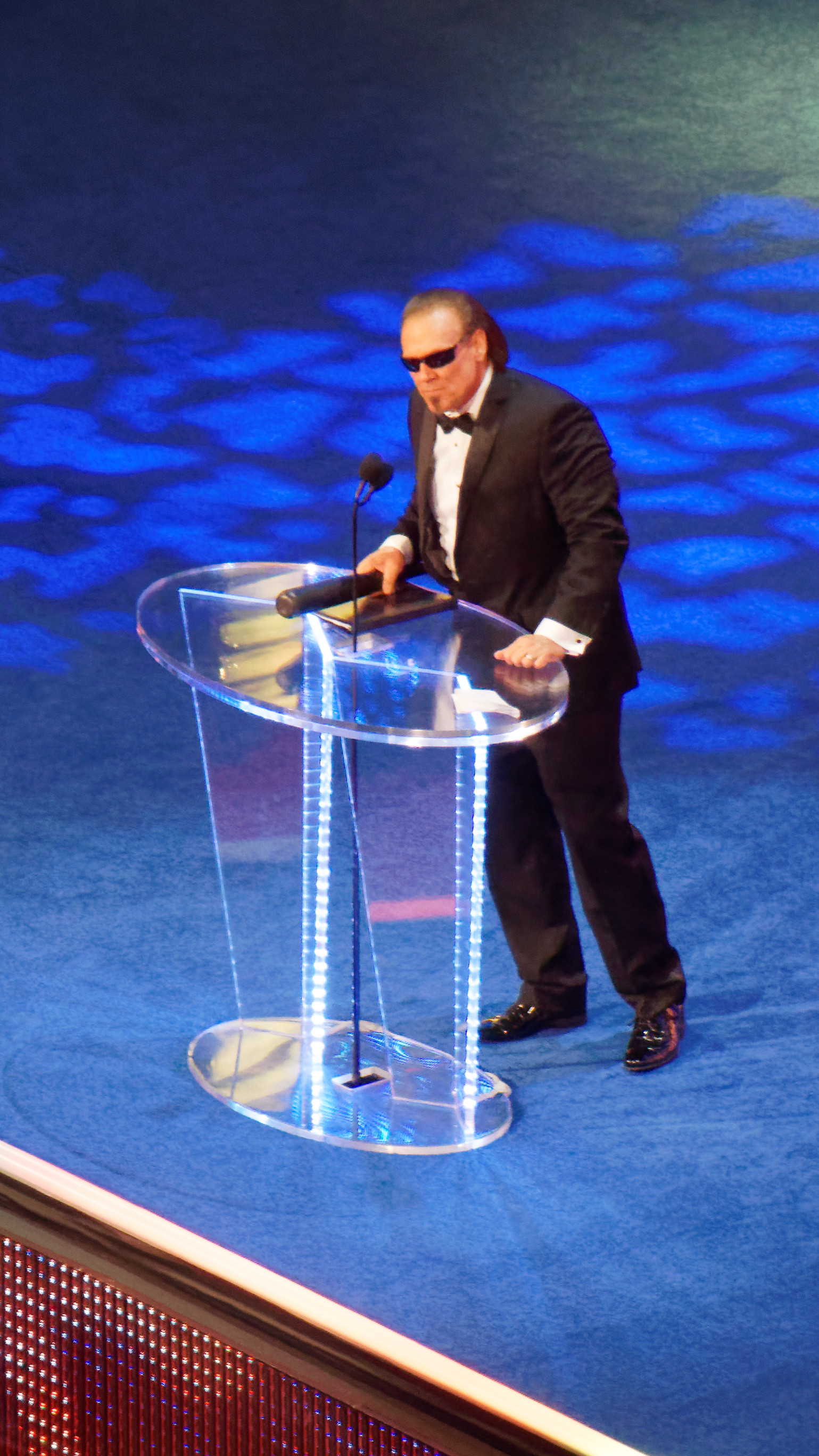
Sting bei der Einführung in die Hall of Fame (2016)

  - AEW World Tag Team Championship (1) mit Darby Allin

- Jim Crockett Promotions/World Championship Wrestling
  - WCW World Heavyweight Championship (6×)
  - NWA World Heavyweight Championship (1×)
  - WCW International World Heavyweight Championship (2×)
  - WCW United States Heavyweight Championship (2×)
  - NWA World Television Champion (1×)
  - WCW World Tag Team Championship (3×) – (mit Lex Luger (1), The Giant (1), Kevin Nash (1)
  - Triple Crown
  - Iron Man Tournament (1989)
  - King of Cable Tournament (1992)
  - European Cup (1994, 2000)
  - Battlebowl Battle Royal (1991)
  - Jim Crockett, Sr. Memorial Cup (1988) – mit Lex Luger
  - London Lethal Lottery Tag Team Tournament (2000) – mit Scott Steiner

- Pro Wrestling Illustrated
  - Comeback of the Year (2006, 2011, 2014)
  - Match of the Year (1991) – mit Lex Luger vs. Steiner Brothers bei SuperBrawl I
  - Most Improved Wrestler of the Year (1988)
  - Most Inspirational Wrestler of the Year (1990)
  - Most Popular Wrestler of the Year (1991, 1992, 1994, 1997)
  - Wrestler of the Year (1990)
  - Nummer 1 der Top 500 Wrestler in der PWI 500 (1992)

- Total Nonstop Action Wrestling
  - Hall of Fame (Class of 2012)
  - NWA World Heavyweight Championship (1×)
  - TNA World Heavyweight Championship (4×)
  - TNA World Tag Team Championship (1×) – mit Kurt Angle
  - Match of the Year (2007) – vs. Kurt Angle bei Bound for Glory
  - Match of the Year (2009) – vs. AJ Styles bei Bound for Glory
  - Inspirational Superstar of the Year (2007)

- Universal Wrestling Federation
  - UWF Tag Team Championship (3×) – mit Eddie Gilbert (2), Rick Steiner (1)

- World Wrestling All-Stars
  - WWA World Heavyweight Championship (1×)

- World Wrestling Entertainment
  - Hall of Fame (Class of 2016)
  - Slammy Award (2×)
    - Moment of the Year (2014) – Debüt bei Survivor Series
    - Return of the Year (2015) – bei Raw

- Wrestling Observer Newsletter
  - Match of the Year (1988) – vs. Ric Flair bei Clash of the Champions I
  - Most Charismatic (1988, 1992)
  - Most Improved (1988)
  - Most Unimproved (1990)
  - Best Babyface (1992)
  - Worst Worked Match of the Year (1995) – vs. Tony Palmore bei Battle 7
  - Worst Worked Match of the Year (2011) – vs. Jeff Hardy bei Victory Road
  - Wrestling Observer Newsletter Hall of Fame (Class of 2016)